# Gorozjane
Gorozjane (russisk: Горожане) er en sovjetisk spillefilm fra 1975 af Vladimir Rogovoj.

## Medvirkende
- Nikolaj Krjutjkov
- Marina Djuzjeva som Masja
- Mikhail Vaskov som Jura
- Aleksej Mironov som Fofanov
- Boris Tjirkov